# Ханикомдон
Ханикомдон (осет. Хæныггомы дон) — река в России, протекает в Пригородном и Алагирском районах республики Северная Осетия-Алания. Длина реки составляет 2,8 км, площадь водосборного бассейна 15,1 км².
Начинается при слиянии ручьёв, стекающих с северного склона горы Бансаштецуп. Течёт в северо-западном направлении через село Дзуарикау. Устье реки находится в 48 км по правому берегу реки Фиагдон. В пойме в нижнем течении реки расположено хвостохранилище Фиагдонской обогатительной фабрики, имеющее площадь 56000 м² и содержащее 2,4 млн тонн промышленных отходов

## Данные водного реестра
По данным государственного водного реестра России относится к Западно-Каспийскому бассейновому округу, водохозяйственный участок реки — Ардон. Речной бассейн реки — реки бассейна Каспийского моря междуречья Терека и Волги.
Код объекта в государственном водном реестре — 07020000112108200003399.